# Anders Birkeland
Anders Birkeland, född 12 januari 1953, är en norsk-svensk filmproducent, regissör och manusförfattare.

## Filmografi (i urval)

### Regi
- 1976 – Nu äger vi jorden
- 1979 – Upprättelsen
- 1984 – Till minnet av mig själv

### Filmmanus
- 1976 – Nu äger vi jorden
- 1976 – Barnen i Bairro Alto
- 1979 – Upprättelsen

### Producent
- 1974 – IB-affären
- 1976 – Barnen i Bairro Alto
- 1983 – G
- 1986 – Moa
- 1986 – Älska mej
- 1987 – Reyno!
- 1989 – Brev till paradiset
- 1989 – Interdevotjka
- 1990 – Tåg till himlen
- 1993 – Kalle och änglarna
- 1994 – Bara du & jag
- 1998 – Glasblåsarns barn
- 2001 – Rendezvous
- 2002 – Suxxess
- 2004 – Så som i himmelen
- 2006 – Göta kanal 2 – kanalkampen
- 2009 – Göta kanal 3 – Kanalkungens hemlighet
- 2015 – Så ock på jorden
- 2019 – Fågelfångarens son
- 2020 – Rymdresan
- 2022 – Göta kanal 4 – Vinna eller försvinna